# Lega Nazionale B 1997 (football americano)
La Lega Nazionale B 1997 è stata la 10ª edizione del campionato di football americano di secondo livello, organizzato dalla SAFV.

## Squadre partecipanti
| Club                  | Città      | Stadio | Sponsor ufficiale | Risultato nella stagione 1996         |
| --------------------- | ---------- | ------ | ----------------- | ------------------------------------- |
| Bienna Jets           | Bienne     |        |                   | Finalisti                             |
| Feldkirch Oscar Dinos | Feldkirch  |        |                   | Quinto posto in stagione regolare LNA |
| Gladiators Pratteln   | Pratteln   |        |                   | Campioni                              |
| Lausanne Sharks       | Losanna    |        |                   | Terzo posto in stagione regolare      |
| Seaside Irish         | San Gallo  |        |                   |                                       |
| Winterthur Warriors   | Winterthur |        |                   | Quarto posto in stagione regolare     |

## Stagione regolare

### Calendario

#### 1ª giornata
| 6 aprile 1997 | Gladiators Pratteln | 54 – 0 | Seaside Irish |  |

| 6 aprile 1997 | Bienna Jets | 24 – 13 | Lausanne Sharks |  |

| 6 aprile 1997 | Winterthur Warriors | 6 – 44 | Feldkirch Oscar Dinos |  |

#### 2ª giornata
| 13 aprile 1997 | Feldkirch Oscar Dinos | 27 – 20 | Gladiators Pratteln |  |

| 13 aprile 1997 | Seaside Irish | 0 – 47 | Bienna Jets |  |

#### 3ª giornata
| 20 aprile 1997 | Lausanne Sharks | 52 – 0 | Seaside Irish |  |

| 20 aprile 1997 | Winterthur Warriors | 0 – 34 | Gladiators Pratteln |  |

| 20 aprile 1997 | Bienna Jets | 37 – 0 | Feldkirch Oscar Dinos |  |

#### 4ª giornata
| 27 aprile 1997 | Lausanne Sharks | 54 – 0 | Winterthur Warriors |  |

#### 5ª giornata
| 4 maggio 1997 | Feldkirch Oscar Dinos | 50 – 0 | Seaside Irish |  |

| 4 maggio 1997 | Gladiators Pratteln | 14 – 21 | Lausanne Sharks |  |

| 4 maggio 1997 | Winterthur Warriors | 0 – 50 | Bienna Jets |  |

#### 6ª giornata
| 11 maggio 1997 | Seaside Irish | 30 – 12 | Winterthur Warriors |  |

| 11 maggio 1997 | Bienna Jets | 36 – 18 | Gladiators Pratteln |  |

| 11 maggio 1997 | Lausanne Sharks | 31 – 12 | Feldkirch Oscar Dinos |  |

#### 7ª giornata
| 25 maggio 1997 | Feldkirch Oscar Dinos | 0 – 40 | Bienna Jets |  |

| 25 maggio 1997 | Gladiators Pratteln | 60 – 12 | Winterthur Warriors |  |

| 25 maggio 1997 | Seaside Irish | 8 – 13 | Lausanne Sharks |  |

#### 8ª giornata
| 1º giugno 1997 | Gladiators Pratteln | 6 – 39 | Bienna Jets |  |

| 1º giugno 1997 | Seaside Irish | 14 – 41 | Feldkirch Oscar Dinos |  |

| 1º giugno 1997 | Winterthur Warriors | 0 – 13 | Lausanne Sharks |  |

#### 9ª giornata
| 8 giugno 1997 | Lausanne Sharks | 34 – 7 | Gladiators Pratteln |  |

| 8 giugno 1997 | Feldkirch Oscar Dinos | 59 – 8 | Winterthur Warriors |  |

| 8 giugno 1997 | Bienna Jets | 53 – 0 | Seaside Irish |  |

### Classifica
La classifica della regular season è la seguente:
- PCT = percentuale di vittorie, G = partite giocate, V = partite vinte, P = partite perse, PF = punti fatti, PS = punti subiti
- La qualificazione ai playoff è indicata in verde

| Pos. | Squadra               | PCT   | G | V | P | PF  | PS  |
| ---- | --------------------- | ----- | - | - | - | --- | --- |
| 1    | Bienna Jets           | 1.000 | 8 | 8 | 0 | 316 | 37  |
| 2    | Lausanne Sharks       | .875  | 8 | 7 | 1 | 231 | 65  |
| 3    | Feldkirch Oscar Dinos | .625  | 8 | 5 | 3 | 233 | 156 |
| 4    | Gladiators Pratteln   | .375  | 8 | 3 | 5 | 213 | 159 |
| 5    | Seaside Irish         | .125  | 8 | 1 | 7 | 52  | 322 |
| 6    | Winterthur Warriors   | .000  | 8 | 0 | 8 | 38  | 344 |

## Fase finale

### Tabellone
|  | Semifinali | Semifinali            | Semifinali |                 |    | IV Finale LNB | IV Finale LNB | IV Finale LNB |  |
|  |            |                       |            |                 |    |               |               |               |  |
|  | 1          | Bienna Jets           | 57         |                 |    |               |               |               |  |
|  | 1          | Bienna Jets           | 57         |                 |    |               |               |               |  |
|  | 4          | Gladiators Pratteln   | 0          |                 |    |               |               |               |  |
|  | 4          | Gladiators Pratteln   | 0          |                 | 1  | Bienna Jets   | 27            |               |  |
|  |            |                       |            |                 | 1  | Bienna Jets   | 27            |               |  |
|  |            |                       | 2          | Lausanne Sharks | 14 |               |               |               |  |
|  | 3          | Feldkirch Oscar Dinos | 2          | Lausanne Sharks | 14 | 0             |               |               |  |
|  | 3          | Feldkirch Oscar Dinos |            |                 |    |               |               |               |  |
|  | 2          | Lausanne Sharks       | 18         |                 |    |               |               |               |  |

### Semifinali
| 22 giugno 1997 | Lausanne Sharks | 18 – 0 | Feldkirch Oscar Dinos |  |

| 22 giugno 1997 | Bienna Jets | 57 – 0 | Gladiators Pratteln |  |

### IV Finale LNB
| 29 giugno 1997 | Bienna Jets | 27 – 14 | Lausanne Sharks |  |

## Playoff e playout

### Playoff promozione
| 6 luglio 1997 | Lausanne Sharks | 0 – 16 | Zürich Renegades |  |

### Playout relegazione
| 6 luglio 1997 | Monthey Rhinos | 8 – 14 | Winterthur Warriors |  |

## Verdetti
- Bienna Jets Campioni Lega Nazionale B 1997
- Lausanne Sharks non promossi in Lega Nazionale A
- Winterthur Warriors non relegati in Lega Nazionale C